# أديتي أشوك
أديتي أشوك (بالهندية: अदिति अशोक؛ بالإنجليزية: Aditi Ashok) هي لاعبة غولف هندية، ولدت في 29 مارس 1998 في بنغالور في الهند.

## وصلات خارجية
- أديتي أشوك على موقع رابطة لاعبات الغولف المحترفات (الإنجليزية)
- أديتي أشوك على موقع رابطة أوروبا للاعبات الغولف المحترفات (الإنجليزية)
- أديتي أشوك على موقع أوليمبيديا (الإنجليزية)